# Шайкін Юрій Семенович
Ю́рій Семе́нович Ша́йкін (*8 вересня 1945, Оренбург — †9 лютого 2021, Івано-Франківськ) — український радянський футболіст, відомий за виступами у складі команд-майстрів СРСР. Знаний дитячо-юнацький футбольний тренер.

## Спортивна кар'єра
Народився 1945 року в Оренбурзі. В рідному місті й розпочав займатися спортом, віддаючи перевагу передовсім футболу та хокею. Ще під час навчання у школі був запрошений до місцевої футбольної команди «Локомотив», яка виступала у змаганнях майстрів. У 1965 році перебрався до івано-франківського «Спартака». Через проблеми зі здоров’ям по завершенні цього сезону вимушено припинив свої виступи на майстрівському рівні. Надалі продовжив виходити на футбольне поле тільки в складах аматорських колективів Івано-Франківщини:  «Хімік» та «Будівельник» (Калуш), «Колос» (Джурів), «Нафтовик» (Надвірна), «Електрон» (Івано-Франківськ). 
У 1972 році Юрій Шайкін отримав пропозицію попрацювати тренером в групі підготовки юних футболістів при команді майстрів івано-франківського «Спартака», яка невдовзі трансформувалася в однойменну спеціалізовану ДЮСШ. З тої пори у цій спортшколі в якості наставника успішно трудився не одне десятиліття. В 1979 році паралельно був призначений тренером юнацької збірної ДСТ «Спартак» УРСР, сформованої на базі вихованців івано-франківського футболу. З нею став переможцем всесоюзного Кубка Центральної Ради ДСТ «Спартак». У кінці цього ж року за підсумками конкурсу видання «Футбол-Хоккей» увійшов до десятки кращих дитячих футбольних тренерів СРСР. 1985 року команда СДЮШОР «Прикарпаття» 1968 р. н. на чолі з Юрієм Шайкіним стала чемпіоном Центральної ради ВДСТ «Зеніт». Протягом 1988-1991 рр. працював  помічником головного тренера юнацької збірної СРСР. У добу Незалежної України вісім років займався вихованням молоді у приватній дитячій футбольній школі «Сіґуенья» в Івано-Франківську.
Вихованцями Юрія Шайкіна у різний час були такі знані вітчизняні футболісти, як Ярослав Думанський, брати Ігор та Микола Юрченко, Валентин Москвін, Володимир Головатий, Ігор Кріль та ін.
У 1990-х Юрій Шайкін спробував себе в якості наставника дорослих футбольних команд. Спочатку короткий час допомагав граючому тренеру івано-франківського «Прикарпаття» Ігорю Юрченку в пору виступу клубу у вищій лізі українського футболу. А в 1999-2000 рр. стояв біля керма рогатинського «Техно-Центру», з яким став чемпіоном Івано-Франківщини та успішно виступав у чемпіонаті України серед аматорів.